# Occident
Occident è un film del 2002 diretto da Cristian Mungiu.